# Mallophora pusilla
Mallophora pusilla är en tvåvingeart som beskrevs av Macquart 1838. Mallophora pusilla ingår i släktet Mallophora och familjen rovflugor. Inga underarter finns listade i Catalogue of Life.